# 2024 en Allemagne
Chronologie de l’Allemagne
- 2020
- 2021
- 2022
- 2023
- 2024
- 2025
- 2026
- 2027
- 2028

Cet article présente les faits marquants de l'année 2024 en Allemagne.

## Évènements
L'année 2024 en Allemagne est marquée par deux événements majeurs : 
- Le pays est frappé par la fin de l'accès au gaz russe « bon marché » due au conflit russo-ukrainien et la concurrence de l'industrie chinoise, particulièrement féroce dans le secteur de l'automobile. Le chancelier Olaf Scholz rappelle que l'endettement de l'Allemagne est contenu à un peu plus de 60 % du produit intérieur brut (contre plus de 80% en moyenne dans l'UE), ce qui donnerait la possibilité d'investissements massifs pour redresser la situation. Malgré tout, il n'obtient pas la majorité lors du vote de la question de confiance au Bundestag. 207 députés ont accordé leur confiance au chancelier, 394 ont voté contre et 116 se sont abstenus. Les conservateurs l'accusent de laisser le pays « dans l'une des pires crises économiques de l'après-guerre ». Il s'ensuit une dissolution du Parlement et l'organisation d'élections législatives anticipées pour le mois de février 2025.
- Un attentat à la voiture-bélier est perpétré sur le marché de noël à Magdebourg qui provoque la mort de 5 personnes et fait près de 200 blessés. L'auteur est un psychiatre, agé de 50 ans, nommé Taleb Jawad Al Abdulmohsen (en), originaire d'Arabie saoudite, dont les motivations restent très embrouillées. Des recherches sur les réseaux sociaux le révèlent comme un sympathisant du parti politique d'extrême droite « Alternative pour l'Allemagne » (AfD).

### Janvier
- 10 au 28 janvier : championnat d'Europe masculin de handball 2024.
- 19 au 21 janvier : après la révélation d'un accord secret de l'AfD avec des groupes néonazis pour expulser massivement des ressortissants étrangers et des citoyens allemands d'origine étrangère en cas d'une arrivée au pouvoir de l'AfD, des manifestations contre l'extrême-droite ont lieu à travers toute l'Allemagne, réunissant plus de 1.4 million de personnes[1],[2].

### Février
- 15 au 25 février : Berlinale 2024.

### Mai
- 31 mai : un homme armé d'un couteau poignarde plusieurs personnes lors d'un rassemblement anti-musulman à Mannheim, dans le Bade-Wurtemberg, et poignarde deux policiers allemands, dont un meurt de ses blessures[3].

### Juin
- 9 juin : élections européennes.
- 14 juin au 14 juillet : championnat d'Europe de football 2024.

### Août
- 17 août : quatre détenus s'échappent lors d'une évasion dans un hôpital psychiatrique de Straubing, en Bavière[4].
- 23 août : trois personnes sont tuées et cinq autres sont grièvement blessées lors d'une attaque au couteau à Solingen en Rhénanie-du-Nord-Westphalie.

### Septembre
- 1er septembre :
  - élections régionales en Saxe ;
  - élections régionales en Thuringe.
- 22 septembre : élections régionales en Brandebourg.

### Novembre
- 7 novembre : la coalition au pouvoir s’effondre en raison de désaccords sur les politiques économiques.

### Décembre
- 16 décembre : le chancelier Olaf Scholz perd la confiance des députés.
- 20 décembre : attentat du marché de Noël de Magdebourg.

## Décès

### Janvier
- 4 janvier : Christian Oliver - acteur
- 5 janvier : Herbert Linge - pilote automobile
- 7 janvier : Franz Beckenbauer - footballeur international
- 9 janvier : Kai Wiedenhöfer - photographe
- 12 janvier :
  - Hans Huber - boxeur
  - Wolfgang Wickler - zoologiste et éthologue
- 13 janvier : Sigi Rothemund - réalisateur et scénariste

### Février
- 2 février  : Oskar Negt, philosophe
- 5 février  : 
  - Peter Kulka, architecte
  - Helga Paris, photographe
- 8 février : Karl Horst Hödicke, peintre, artiste plasticien et enseignant
- 13 février : Johanna von Koczian, actrice et danseuse
- 14 février : Wolfgang Weider, évêque auxiliaire
- 19 février :
  - Jan Assmann, archéologue
  - Horst Naumann, acteur
- 20 février : Andreas Brehme, footballeur
- 25 février : 
  - Fabian Schulze, athlète
  - Gabriela Grillo, femme d'affaires et cavalière de dressage
- 26 février : René Pollesch, dramaturge et metteur en scène

### Mars
- 3 mars : Günther Leib, baryton d'opéra
- 13 mars : Aribert Reimann, compositeur et pianiste
- 25 mars : Fritz Wepper, acteur
- 26 mars : Gisela Birkemeyer, athlète
- 29 mars : Hans-Joachim Meyer, homme politique

### Avril
- 2 avril : 
  - Notker Wolf, religieux et musicien
  - Gerhard Lohfink, théologien
- 3 avril : Vera Tschechowa, actrice
- 19 avril : Siegfried Kirschen, arbitre de football
- 22 avril : Michael Verhoeven, réalisateur
- 28 avril : 
  - Walter Kolbow, homme politique
  - Wolfram Fischer, historien économique et social

### Mai
- 9 mai : Ivan Ivanji, écrivain serbe mort en Allemagne
- 10 mai : Gerhard Müller, théologien luthérien
- 15 mai : Hans-Georg Wieck, diplomate
- 19 mai : Jörg Nimmergut, auteur
- 20 mai : John Klinger, catcheur
- 22 mai : Rolf-Ernst Breuer, PDG
- 26 mai : Klaus Kilimann, homme politique
- 29 mai : Manfred Wolke, boxeur et entraîneur
- 31 mai : Alexander Lang, acteur et metteur en scène

### Juin
- 3 juin : Jürgen Moltmann, théologiens réformés
- 8 juin : Klaus Töpfer, homme politique
- 20 juin : Lothar Gall, historien
- 26 juin : Peter Armbruster, physicien
- 27 juin : 
  - Alexandre Knaïfel,compositeur russe mort en Allemagne
  - Holger Runge, sculpteur

### Juillet
- 4 juillet : Reiner Pommerin, historien
- 11 juillet : Ruth Brandin, chanteuse
- 16 juillet  : Lorenz Bruno Puntel, philosophe
- 27 juillet : Wolfgang Rihm, compositeur et essayiste

### Août
- 10 août  : Ronny Borchers, footballeur
- 12 août : Fritz Schmidt, joueur de hockey sur gazon
- 14 août : Volker Michael Strocka, archéologue
- 18 août : Karl-Ferdinand Schädler, économiste, ethnologue, collectionneur et auteur
- 21 août : Hans Weiner, footballeur
- 24 août : 
  - Christoph Daum, entraîneur de football
  - Hans-Ulrich Schmincke, géologue
- 25 août : Claus Jönsson, physicien
- 26 août : Lutz Hachmeister, professeur de journalisme
- 29 août : Kurt Bendlin, athlète décathlonien
- 31 août : Karl-Heinz Luck, coureur du combiné nordique

### Septembre
- 5 septembre  : Jacques Breuer, acteur de télévision.
- 6 septembre : Rebecca Horn, artiste
- 8 septembre  : Friedrich Schorlemmer,  théologien protestant
- 13 septembre  : Wolfgang Gerhardt, homme politique
- 18 septembre : Ursel Brunner, nageuse
- 19 septembre  : Bruno Sacco, dessinateur, designer et styliste chez Mercedes-Benz
- 23 septembre : Norbert Lohfink, prêtre jésuite et théologien catholique
- 24 septembre : Michael Sladek, médecin et écologiste

### Octobre
- 1er octobre : Edwin Zimmermann, ingénieur et homme politique
- 2 octobre : Rüdiger Henning, rameur d'aviron
- 3 octobre : Klaus Briegleb, historien de la littérature
- 9 octobre : Dieter Burdenski, footballeur
- 11 octobre : Thomas Astan, prêtre catholique
- 12 octobre  : Margarete Müller, femme politique
- 22 octobre : Annelie Ehrhardt, athlète
- 27 octobre : Edzard Reuter, homme d'affaires, mathématicien et physicien
- 28 octobre : Franz Kamphaus, prélat catholique
- 30 octobre : Kimberley Collins, joueur de hockey sur glace

### Novembre
- 6 novembre : Johannes Beutler, théologien jésuite
- 7 novembre : Jürgen Becker, écrivain
- 10 novembre : Barbara Aland, théologienne, philologue et bibliste
- 11 novembre : Walter Dahn, artiste peintre, photographe et artiste sonore
- 12 novembre : 
  - Michael Hübner, coureur cycliste
  - Coşkun Taş, footballeur turc mort en Allemagne
- 15 novembre : Frank Schäffer, footballeur
- 17 novembre : 
  - Friedrich von Metzler, banquier et mécène
  - Ehrhart Neubert, théologien
- 20 novembre : Ursula Haverbeck, militante négationniste
- 26 novembre : Karin Baal, actrice

### Décembre
- 1er décembre : Ilke Wyludda, lanceuse de disque
- 9 décembre : Gerd Heidemann, journaliste
- 11 décembre :  Diether Kunerth, sculpteur et peintre
- 12 décembre : Wolfgang Becker, scénariste et réalisateur
- 16 décembre : Wittekind de Waldeck-Pyrmont, aristocrate et entrepreneur
- 21 décembre : Hannelore Hoger, actrice et réalisatrice
- 22 décembre : Dieter Lindner, footballeur

#### Articles sur l'année 2024 en Allemagne
- Météorite de Ribbeck
- Attaque au couteau de Solingen du 23 août 2024
- Attaque au couteau du 31 mai 2024 à Mannheim
- Attentat du marché de Noël de Magdebourg
- Fusillade de Munich de septembre 2024
- Inondations de 2024 en Europe centrale

#### L'année politique 2024 en Allemagne
- Crise politique allemande de 2024

#### L'année culturelle 2024 en Allemagne
- 74e cérémonie du Deutscher Filmpreis
- Allemagne au Concours Eurovision de la chanson 2024
- Berlinale 2024
- Liste des titres musicaux numéro un en Allemagne en 2024